# Leonardo Villar
Leonardo Villar, eigentlich Leonardo Motta, (* 25. Juli 1923 in Piracicaba, São Paulo; † 3. Juli 2020 in São Paulo) war ein brasilianischer Schauspieler.

## Leben
Leonardo Villar begann seine Karriere 1950 als Theaterschauspieler und gab sein Filmdebüt 1962 in Anselmo Duartes Fünfzig Stufen zur Gerechtigkeit. Villar spielte die Hauptrolle des Bauern Zé de Burro. Der Film gewann als bisher einziger brasilianischer Film die Goldene Palme bei den Internationalen Filmfestspielen von Cannes 1962. Er wurde außerdem 1963 als erster südamerikanischer Film für einen Oscar in der Kategorie Bester fremdsprachiger Film nominiert. Nach weiteren Kinofilmen ging er 1965 zum Fernsehen. Ab 1972 war er bei Rede Globo unter Vertrag. 2001 kehrte er nach fast 20 Jahren Abwesenheit wieder auf die Theaterbühne zurück und spielte 2007 nach siebenjähriger Pause in Nie wieder Sehnsucht erstmals wieder die Hauptrolle in einem Kinofilm.
Er starb am 3. Juli 2020 im Alter von 96 Jahren.